# Ballo tradizionale scozzese
Il Ballo tradizionale scozzese è una forma di ballo sociale della Scozia che coinvolge gruppi di coppie di ballerini che percorrono determinati schemi in modo progressivi a seconda della coreografia. Sebbene sia considerato un tipo di ballo popolare, ha origine in seno alle classi benestanti del Medioevo.
Divenne famoso intorno al XVIII secolo.
Deriva dalle prime forme di ballo inglese, ed è correlato con i balli tradizionali inglesi come il contra dancing, cèilidh dancing, e ad un insieme di danze irlandesi.

## Danze
I balli tradizionali scozzesi sono categorizzati come reel, jig e strathspey, a seconda del tipo di musica con la quale si danza. I primi due tipi (chiamati anche danze a ritmo veloce) sono caratterizzati da tempi veloci, movimenti veloci e dinamici. Il terzo ha un tempo più lento e più temperato, più statico. Tra le eccezioni si annoverano: lo Eightsome Reel, il The Wee Cooper of Fife Il The Willowtree.

## Passi e tecniche
Si fanno 4 o 6 passi.